# (6065) 1987 OC
(6065) 1987 OC là một tiểu hành tinh vành đai chính. Nó được phát hiện bởi Eleanor F. Helin và R. Scott Dunbar ở Đài thiên văn Palomar ở Quận San Diego, California, ngày 27 tháng 7 năm 1987.